# 装甲兵員輸送車
装甲兵員輸送車（そうこうへいいんゆそうしゃ、Armored Personnel Carrier, APC）は、車内に人員を乗せて走行する軍用車両。歩兵を載せることが多いため装甲兵員輸送車と訳されるが、民間人を乗せることもあることや原語のPersonnelから、装甲人員輸送車と訳されることもある。類似する歩兵戦闘車（IFV）が積極的な戦闘参加を想定している事に対し、装甲兵員輸送車（APC）はあくまで輸送が主任務である。

## 概要
自動車が発明されると、これを軍事利用しようという動きが生まれた。また、第一次世界大戦のマルヌ会戦においてフランス軍はパリ市のタクシーをすべて徴用することで迅速な兵員輸送を行うことに成功し、ドイツ軍を撃退している。
軍事利用としては補給部隊の効率向上策だが、兵員輸送の例では前線近くまで兵員を輸送しており、鉄道の無いところに騎兵以外の部隊を迅速に投入できるという利点を認められた。これにより第一次大戦以降、各国軍は自動車で移動する自動車化歩兵部隊を創設するようになる。用いられたのは装甲のない大型軍用トラックであり、巻き込まれる場合を除いて砲火を交える戦場に自動車が入り込むようなことは想定されていなかった。これは、自動車はあくまでも前線までの移動手段で、戦闘地域の前で降車して徒歩戦闘に移るという考えに基づく。軍用トラックであっても、不整地走破能力に乏しく、戦場の真っただ中で立ち往生することが危惧されたためである。なお、第一次大戦時のイギリス軍の菱形戦車のバリエーションであるマーク IX 戦車（名称は戦車だが武装は自衛用の機銃のみ）が世界初の装軌式装甲兵員輸送車とされている。マーク IXはエンジンを車体前方に配置し、車体中央に荷物10tもしくは歩兵30名から50名を収容し、天井を含む全面が装甲に覆われ、車体側面に乗降扉とガンポートまで備える、後世の歩兵戦闘車を先取りするような設計も盛り込まれたものの、居住性は非常に劣悪で降車後の戦闘がおぼつかない有様であったという。実車も休戦までに3輌しか完成せず戦局には寄与しなかった。
第二次世界大戦前に生まれた新しい戦術思想により、歩兵部隊は先陣を切る装甲装軌車両（戦車）に随伴することが求められ、より機械化（自動車化）が促進される。しかし、自動車化歩兵に与えられていたトラックは無防備の装輪式であり、その任務に就くには悪路での機動性能や防御力に問題があった。これを解決するため、トラックに無限軌道と装甲を施した半装軌車（ハーフトラック）が作られ、砲弾破片や銃弾から兵を守りながら、兵を戦場へと運んだ。ただ、半装軌車でも悪路での機動性能に劣るため、第二次大戦後には装軌車が開発され、装甲兵員輸送車という名も定着していった。これらのAPCが機関銃を自衛火器として装備していたがこちらは以降のAPCにおいても継承されている。

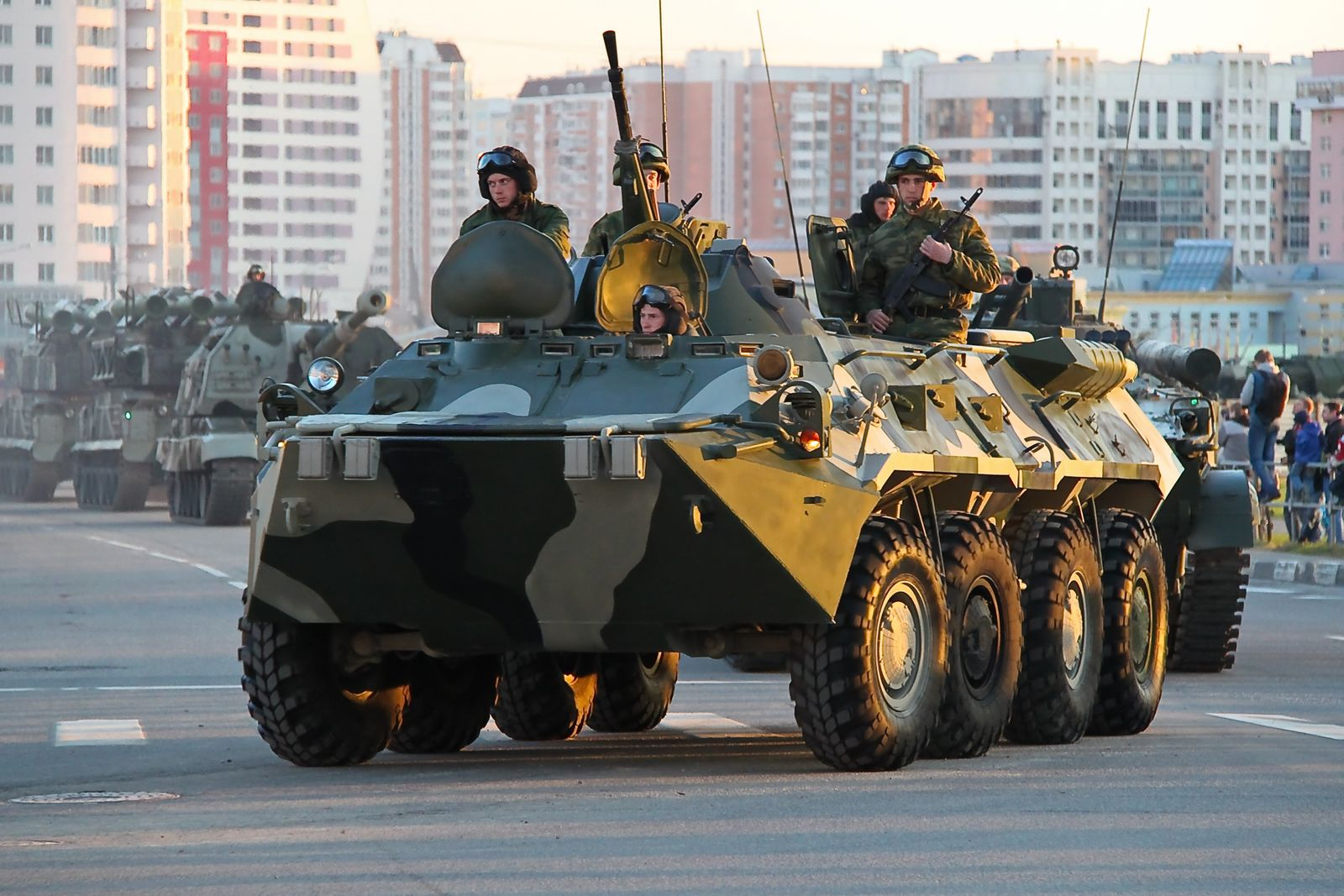
装輪式のBTR-80

やがて冷戦中には、戦車とともに随伴歩兵を搬送し機甲部隊を構成するAPCは、強力な武装を搭載し積極的に戦闘参加する歩兵戦闘車（IFV）へと発展する。一方で比較的軽装備の機械化歩兵部隊など向けに、IFVよりもコストを抑えたAPCの開発配備も並行して続けられ、フクスやBTRのような装輪装甲車が注目され始める。
冷戦後に大幅な軍事費縮減の傾向があったことで、高コストの装軌車を維持する必要性が薄いと判断され、より取得・運用コストが低い装輪装甲車が急速に普及した。実際にピラーニャ（デンマーク、ルーマニア、スペイン）やパトリアAMV（クロアチア、スロベニア、ポーランド ポーランド）や ボクサー装輪装甲車（ドイツ、オランダ）をはじめとした装輪式APCが大半のNATO加盟国で採用されている。しかし、M113装甲兵員輸送車（アメリカ、ノルウェー、トルコ、リトアニア）やFV103 スパルタン（ラトビア）の様に旧式装軌式APCの採用例は少なくない。アメリカ陸軍では緊急展開部隊のストライカー旅団戦闘団で運用されているストライカー装輪式APCと並行してM113の後継となるAMPVを、イギリス陸軍は装軌式APCのFV432の後継となるエイジャックスを開発しており装軌式APCの系譜も断絶していない。装輪車は摩擦抵抗の少ない車輪の物理的定性から舗装された道路を走る分には効率が良い反面、不整地を苦手とするため本格的な野戦には向いていないとされるが、近年の装輪式APCは普及に後押しされて重装化の発展が著しく、旧式IFVの火力を凌駕する30mm機関砲を装備するものや、2010年代までには重量が装軌式IFV並みかそれ以上の30トン級の重装甲なものも現れてきている。
また、その大きな積載能力から指揮通信車両や自走迫撃砲など同一の車体を流用した様々な用途の車両が生み出され、数多くの派生型からなるファミリーを構成するようになり、ピラーニャやAMVが有名である。

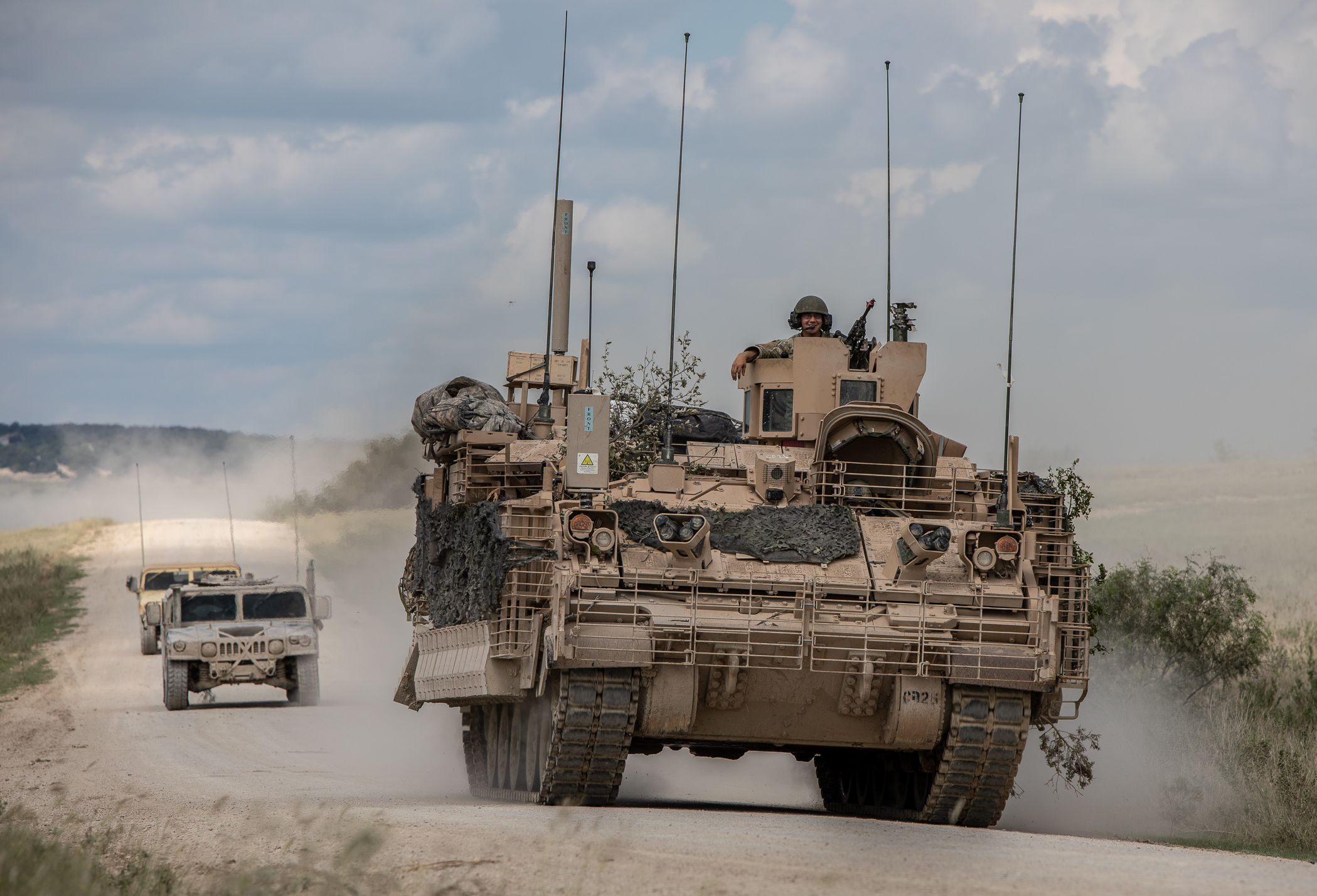
装軌式のM113装甲兵員輸送車の後継となるAMPV

近年の地域紛争の非対称戦環境下においては市街地を行動する装甲兵員輸送車も対戦車ロケット弾や地雷、即席爆発装置（IED）の攻撃にさらされることが多く、防御力の向上が図られている。BTR-Tやアチザリットなどのように、旧式戦車を改修することで高い生存性を持つAPCとした車両も登場している。また、テロ･ゲリラ攻撃から重装備の正面部隊よりも標的にされやすい後衛の非装甲車両（ソフトスキン)を装甲化する意図のもと、低コストで対爆発防御に特に重点を置いた新しいAPCのグループであるMRAPのような歩兵機動車が増えてきている。

## 主な兵員輸送車
アメリカ合衆国
- M113
- V-100/V-150 コマンドウ
- AAV7
- M1126 ストライカーICV
- AMPV
- ACV

 イギリス
- カンガルー
- FV603 サラセン
- AT105 サクソン
- FV432 トロウジャン
- FV105 サルタン
- FV103 スパルタン
- エイジャックス（英語版）

 イスラエル
- アチザリット
- ナグマショット
- ナグマホン
- ナクパドン
- ナメル
- オフェク
- エイタン

 イタリア
- フィアット 6614

 インド
- タタ ケストレル

 ウクライナ
- BTR-3
- BTR-4

 エジプト
- ファハド

 オーストリア
- ザウラー
- パンデュールI
- パンデュールII

 オランダ
- YP-408

 韓国
- K200

 北朝鮮
- M-2010

 ギリシャ
- レオニダス1
- レオニダス2（英語版）

 スイス
- ピラーニャ

 スペイン
- BMR

 ソビエト連邦/ ロシア
- BTR-40
- BTR-152
- BTR-50
- BTR-60
- BTR-70
- BTR-80
- BTR-90
- BPM-97
- B-10
- K-16
- BTR-D
- MT-LB

 中国
- 63式
- 85/89式
- 89式

 中華民国（台湾）
- CM-21
- CM-32

 ドイツ
- UR-416
- TM-170
- フクス
- ATF ディンゴ
- コンドル

 ドイツ/ オランダ
- ボクサー装輪装甲車

 日本
- 一式装甲兵車
- 60式装甲車
- 73式装甲車
- 96式装輪装甲車

 フィンランド
- XA-180
- AMV

 ブラジル
- EE-11
- VBTP-MR

 フランス
- AMX-VCI
- M3
- VAB
- VBMR

 ポーランド/ チェコスロバキア
- OT-64

 南アフリカ共和国
- ブッフェル
- キャスパー
- マンバ

 ユーゴスラビア
- M-60P
- BOV

 ルーマニア
- ABC-79M